# Grabowo Bobowskie
Grabowo Bobowskie est une localité polonaise de la gmina rurale de Bobowo située dans le powiat de Starogard en voïvodie de Poméranie. Elle se trouve à environ 10 kilomètres au sud de Starogard Gdański et 54 km au sud de la capitale régionale Gdańsk.

## Géographie

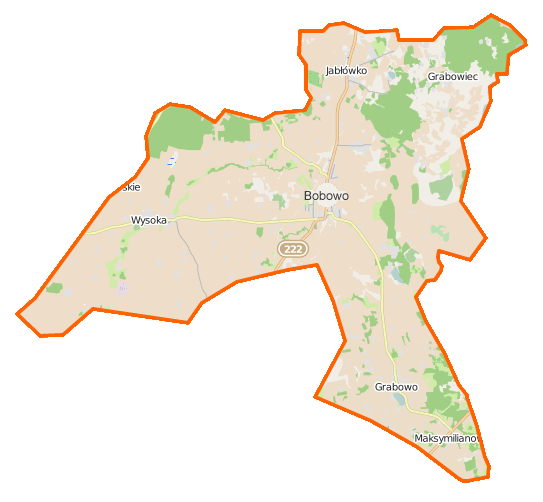
Carte de la gmina de Bobowo.